# Las Navas del Marqués
Las Navas del Marqués ist eine Kleinstadt und eine Gemeinde (municipio) mit 5.590 Einwohnern (Stand: 2024) im Osten der Provinz Ávila in der Autonomen Region Kastilien-León in Zentralspanien. Der historische Ortskern ist als Kulturgut (Bien de Interés Cultural) in der Kategorie Conjunto histórico-artístico anerkannt.

## Lage und Klima
Der Ort Las Navas del Marqués liegt in der Sierra de Malagón, einem Teilabschnitt des Iberischen Scheidegebirges in einer Höhe von ca. 1280 m ungefähr 37 km (Fahrtstrecke) südöstlich von Ávila und nur ca. 27 km vom Escorial entfernt. Das Klima ist gemäßigt bis warm; der eher spärliche Regen (ca. 480 mm/Jahr) fällt mit Ausnahme der eher trockenen Sommermonate übers Jahr verteilt.

## Bevölkerungsentwicklung
| Jahr      | 1857  | 1900  | 1950  | 2000  | 2017  |
| Einwohner | 2.731 | 2.647 | 3.866 | 4.272 | 5.187 |

Die Mechanisierung der Landwirtschaft, die Aufgabe bäuerlicher Kleinbetriebe und der daraus resultierende Verlust an Arbeitsplätzen auf dem Lande haben seit dem 19. Jahrhundert zu einem kontinuierlichen Bevölkerungswachstum in den Städten geführt. Bei Las Navas kommen die relative Nähe zum Großraum Madrid bzw. zum Escorial hinzu.

## Wirtschaft
Las Navas del Marqués und sein Umland sind traditionell landwirtschaftlich orientiert, aber auch Kleinhändler, Handwerker und Dienstleister haben sich im Ort niedergelassen. Heute spielt – vor allem im Sommer – der Tourismus in Form der Vermietung von Ferienwohnungen (casas rurales) eine nicht unwesentliche wirtschaftliche Rolle.

## Geschichte
Das hochgelegene Gebiet von Las Navas war in vorrömischer Zeit vom keltischen Volksstamm der Vettonen besiedelt, doch wurden auf dem Gemeindegebiet weder römische noch westgotische oder maurische Spuren entdeckt und so beginnt sie Geschichte des Bergortes wahrscheinlich erst nach der Rückeroberung (reconquista) der Gegend durch den König Alfons VI. von León und der anschließenden Wiederbesiedlung (repoblación) durch Christen aus dem Norden, aber auch durch Mozaraber aus dem Süden im späten 11. Jahrhundert.

## Sehenswürdigkeiten

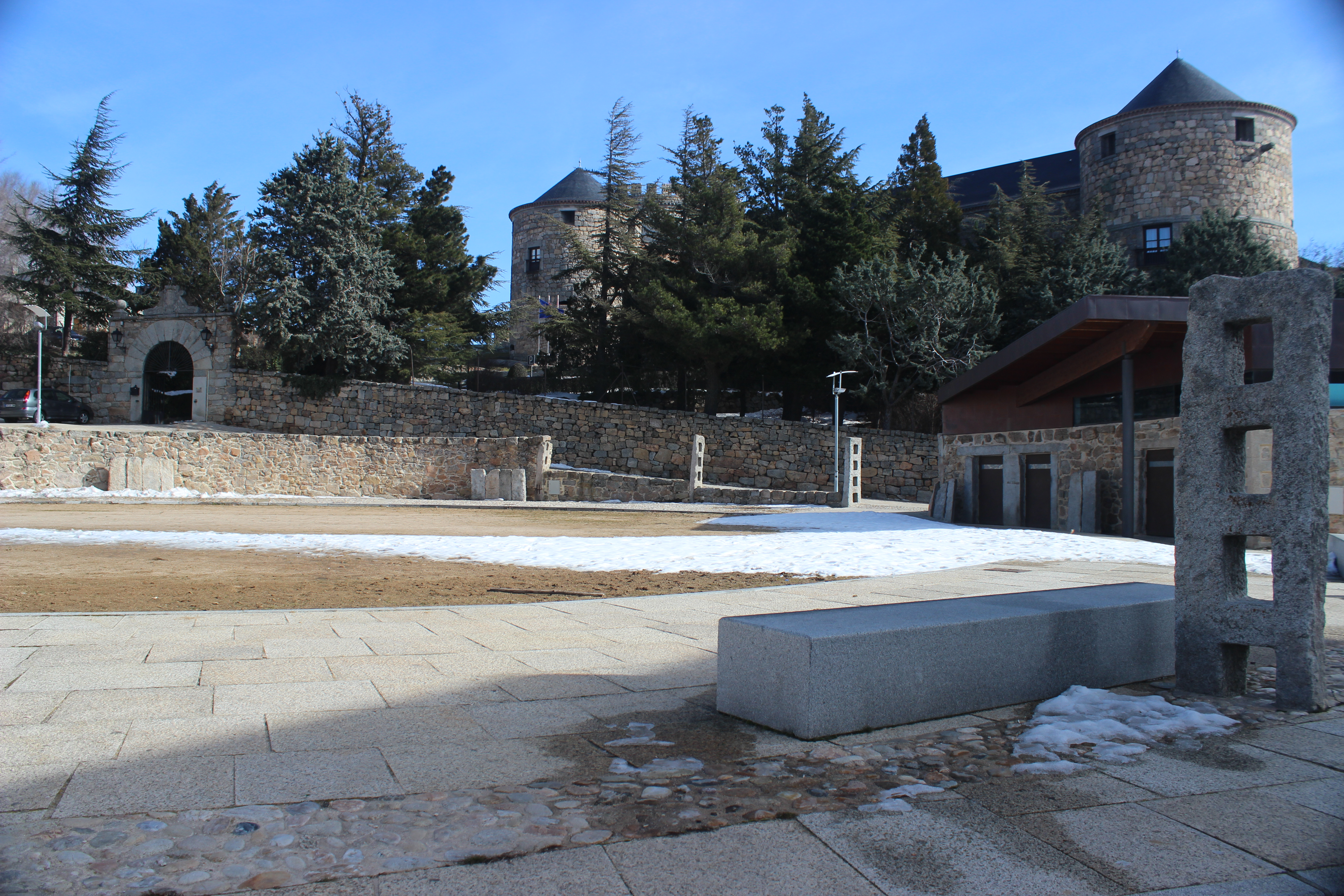
Stierkampfarena (Plaza de Toros) und Burg (Castillo-Palacio)

Innenhof des Castillo-Palacio

Burgkapelle

- Der an der höchsten Stelle des Ortes erbaute und äußerlich noch wie eine mittelalterliche Burg wirkende Castillo-Palacio de Magalia entstand in den 1530er Jahren im Auftrag von Don Pedro Dávila y Zúñiga, dem ersten Marqués von Las Navas, der Karl V. im Comuneros-Aufstand (1520–1522) unterstützt hatte. Das Innere wirkt eher wie ein doppelgeschossiger Kreuzgang; die Burgkapelle ist ein Schmuckstück der zweiten Hälfte des 20. Jahrhunderts. Der Palast dient heute zu Hotel- und Veranstaltungszwecken.[4]
- In der Nähe der Burg befindet sich die Stierkampfarena (Plaza de Toros) – ein offener runder Platz mit Granitpfosten, in welche Holzbalken zwecks Absicherung der Zuschauer eingeschoben werden können.
- Der in den Jahren nach 1545 auf Veranlassung des Marqués entstandene Convento de Santo Domingo y San Pablo war eine Niederlassung des Dominikanerordens. Im 17. Jahrhundert wurde daraus eine Bildungseinrichtung des Ordens. In den Jahren 1809 bis 1812 wurden die Mönche von den napoleonischen Truppen vertrieben; im Jahr 1835 wurde das Kloster aufgelöst (desamortisación) und die ehemaligen Klostergebäude mit Ausnahme der Kirche abgerissen. Diese ist sterngewölbt und hat eine polygonale Apsis; oft finden hier Kunstausstellungen statt.[5]
- San Juan Bautista ist die Pfarrkirche des Ortes; auch sie entstand im 16. Jahrhundert. Sie beherbergt einen sehenswerten Kruzifixus (Cristo de la Salud) und ein spätbarockes Altarretabel (retablo) im churrigueresken Stil.
- Die Ermita del Santísimo Cristo de Gracia ist ein Bau des 16. Jahrhunderts; der Innenraum wurde allerdings in der zweiten Hälfte des 20. Jahrhunderts neugestaltet.
- Ein runder eiserner Aussichtsturm (Atalaya-Mirador de Eiffel) mit äußerer Wendeltreppe wurde im Jahr 1883 erbaut. Die Urheberschaft Gustave Eiffels ist nicht zweifelsfrei geklärt, doch wurden alle Teile der Metallkonstruktion aus Paris importiert.

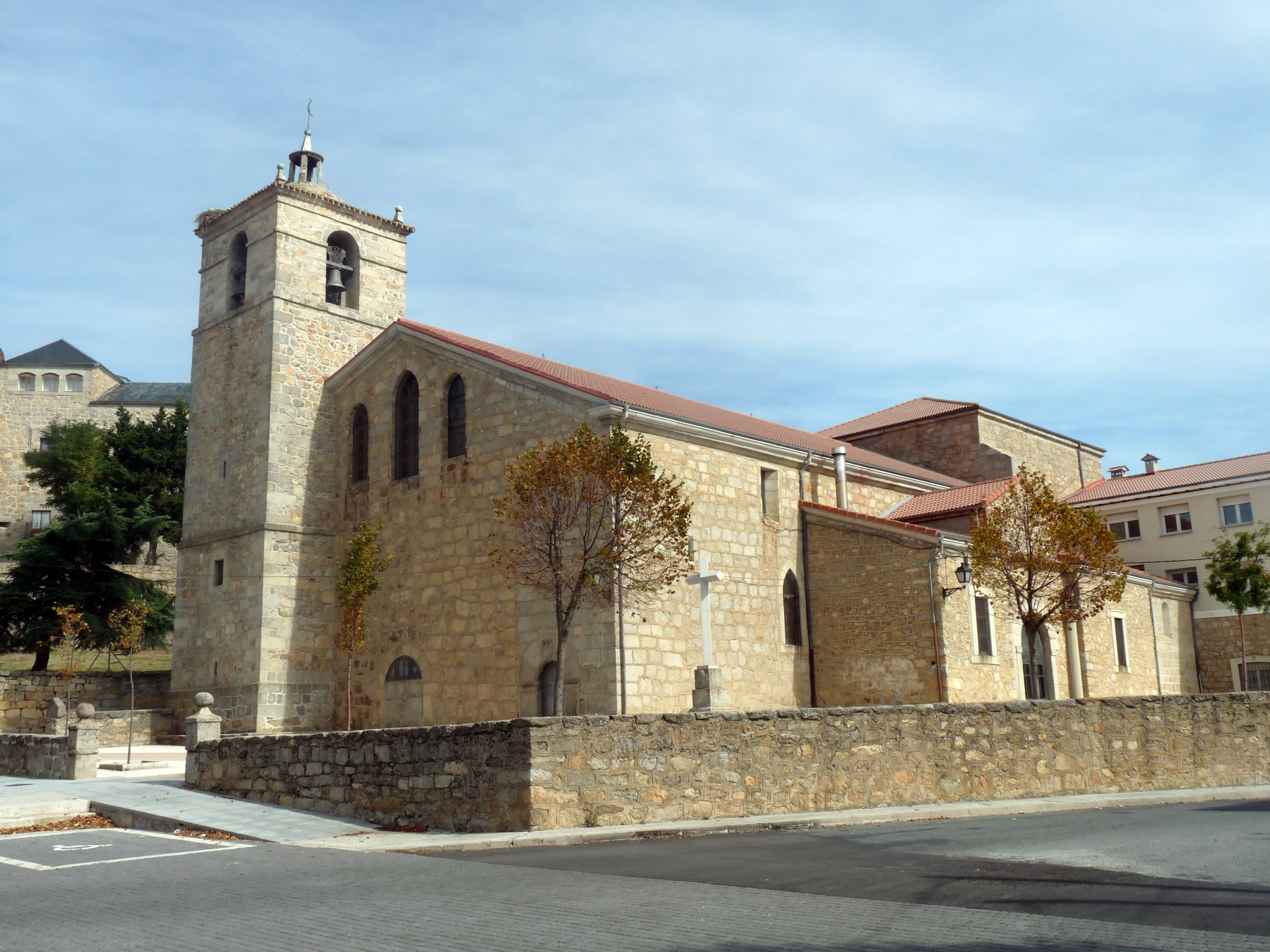
San Juan Bautista
Cristo de la Salud
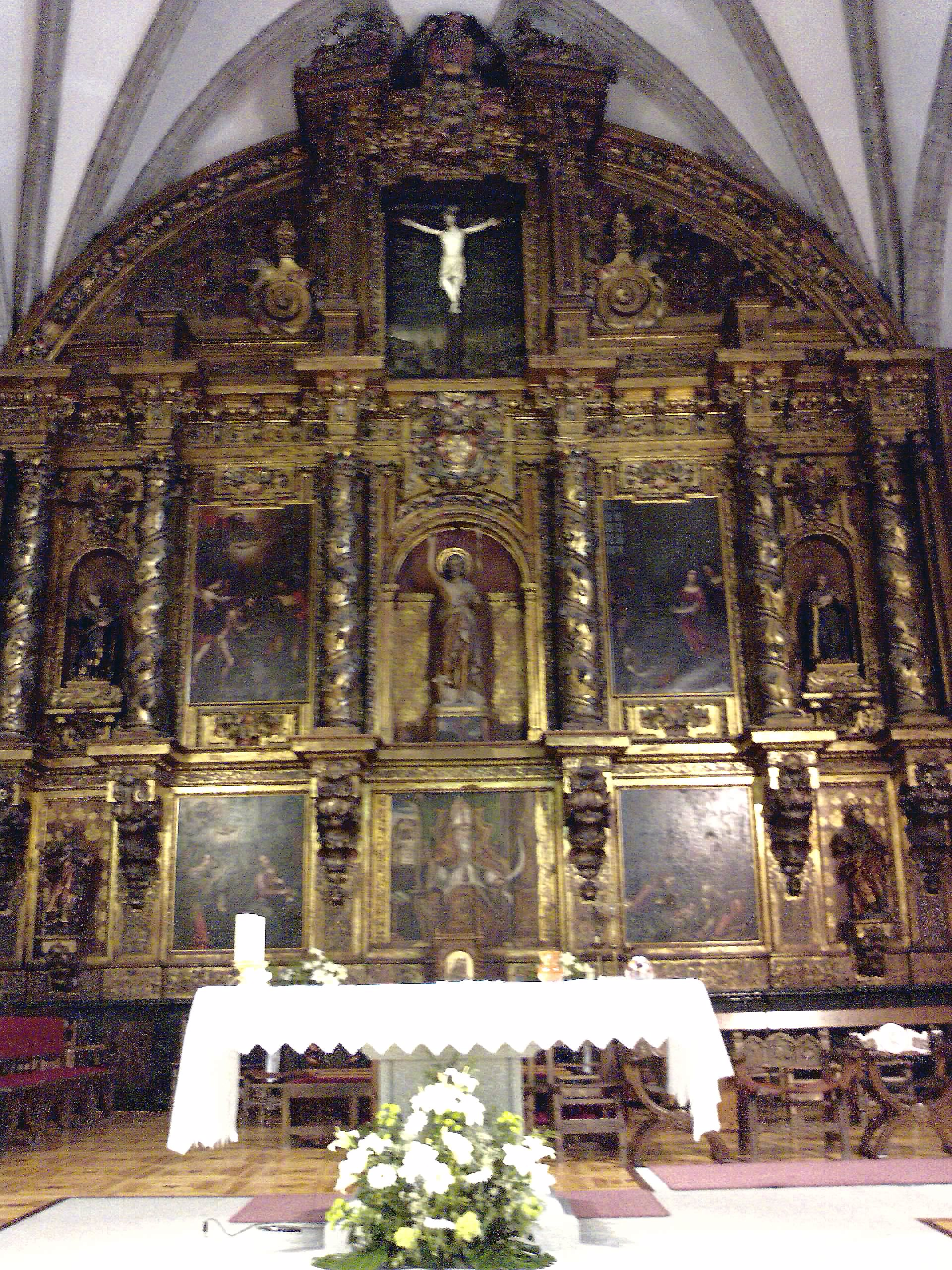
Altarretabel
Ermita del Santísimo Cristo de Gracia
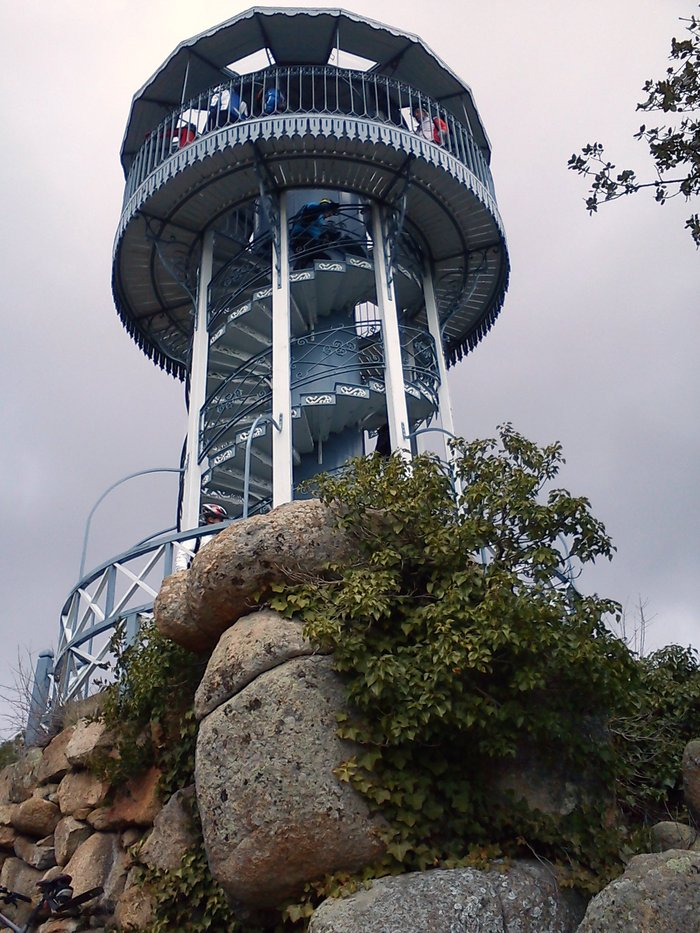
Atalaya de Eiffel